# Семиз, Сердар
Сердар Али Семиз (тур. Serdar Ali Semiz; 15 апреля 1982, Худдинге, Швеция) — шведский и турецкий профессиональный хоккеист. Выступал за шведские и турецкие хоккейные клубы и за сборную Турции по хоккею с шайбой.

## Биография
Сердар Семиз родился в шведском городе Худдинге в 1982 году в турецкой семье. Воспитанник «Флемингсбергса» и стокгольмского клуба АИК. Выступал за команду с 1999 по 2002 год в юниорских и молодёжных первенствах Швеции. Первый профессиональный контракт подписал с клубом второй шведской лиги «Мелархёйден/Бреденг». Сезон 2002/03 провёл в первой лиге, забил 6 шайбу и 12 раз отдал голевой пас на партнёров. По итогам сезона клуб вылетел в третью лигу. Сердар остался в команде и продолжил выступления за клуб. В сезоне забил 21 шайбу и отметился 19 голевыми передачами, что внесло свой вклад в возвращение команды во вторую лигу.
Провёл ещё три полных сезона за клуб. В сезоне 2004/05 за 32 матча набрал 16 очков, в следующем сезоне за 33 игры — 11. В сезоне 2006/07 за 37 матчей забил 7 шайб и 9 раз ассистировал партнёрам в голевых атаках. Сезон 2007/08 начал в «Мелархёйден/Бреденге», провёл 8 матчей и набрал 3 очка, после чего перешёл в другой клуб из второй лиги, «Ботчюрка». За сезон отыграл 21 матч, забил 9 шайб и отдал 11 голевых пасов.
В 2009 году перешёл в турецкий клуб «Коджаэли ББК», выступающий в высшей лиге Турции. В сезоне забил 22 шайбы и отдал 13 голевых передач.
В сезоне 2011/12 выступал за клуб «Измир ББ». Был вызван в сборную Турции по хоккею с шайбой. Принял участие в третьем дивизионе чемпионата мира 2012, в 5 матчах забил 6 шайб и отдал 3 голевые передачи, чем помог сборной выйти во второй дивизион. В сезоне 2012/13 вернулся в «Мелархёйден/Бреденг», в составе которого во третьей лиге за 33 матча набрал 12 очков. Во втором дивизионе чемпионата мира за турецкую команду провёл 5 матчей, шайб не забросил, отметился 3 пасами. В сезоне 2013/14 играл мало, провёл всего 8 матчей и набрал 5 очков. Во втором дивизионе чемпионата мира 2014 года провёл 5 матчей, забил 1 гол и отдал 3 голевые передачи, выступая в качестве вице-капитана команды. Сохранить прописку во втором дивизионе турецкой сборной не удалось.
Сезон 2014/15 начал в новом клубе: им стал шведский «Тумба». Он был самым опытным игроком в команде и играл бесплатно: клуб не мог платить игрокам заработную плату. В регулярном сезоне лиги за 32 игры 7 раз поразил ворота соперника и 11 раз участвовал во взятии ворот партнёрами по команде. В квалификации за путёвку во первую лигу в 7 играх набрал 3 очка, однако это не помогло клубу пробиться в высшую по уровню лигу. За сборную Турции в третьем дивизионе чемпионата мира-2015 в 6 матчах забил 9 раз и записал 7 очков за голевые передачи. Турецкая команда до последнего боролась за выход в элиту; в решающем матче команда в овертайме уступила сборной КНДР со счётом 3:4, вторую шайбу в этой игре забил Семиз.
В сезоне 2015/16 в 16 играх дважды забил и 7 раз отдал голевой пас. Выступал за команду и в квалификации, которая на этот раз была более успешной для «Тумбы» — команда вышла в первую лигу. В 9 играх забросил 2 шайбы. На очередном чемпионате мира за национальную сборную Турции в 5 матчах набрал 13 очков.
Сезон 2016/17 начал в первой шведской лиге за «Тумбу». За команду выступал до 2018 года, после чего завершил карьеру игрока.